# Ellen Kitok-Andersson
Ellen Susanna Andersson (född Kitok), född 4 oktober 1932 i Gällivare församling, Norrbottens län, död 17 februari 2008 i Jokkmokks församling, Norrbottens län, var en samisk konsthantverkare.
Ellen Kitok-Andersson var dotter till Asa Kitok och verksam som rotslöjdare inom samisk hantverkstradition. Hon var verksam i Jokkmokk och tillverkade bruksföremål, brudkronor, smycken med mera.